# Exclusive (album)
Exclusive este cel de-al doilea album de studio al interpretului american Chris Brown.
Materialul a debutat pe locul 4 în clasamentul Billboard 200 din SUA, și pe locul 2 în clasamentul Billboard Top R&B/Hip-Hop Albums, cu vânzări de aproape 300.000 exemplare în prima săptămână. Vânzările din prima săptămână au fost aproape duble față de cele ale albumului de debut. La nivel mondial, albumul a debutat pe locul 4, cu vânzări de 328.000 de exemplare.
Primul single al albumului, „Wall to Wall” a debutat în Billboard Hot 100 pe locul 96 și a obținut poziția cu numărul 79, devenind unul dintre cele mai slab clasate cântece al artistului în SUA, alături de „Superhuman”. „Kiss Kiss”, cel de-al doilea cântec al albumului, a atins prima pozițiie în clasamentul oficial din Statele Unite ale Americii, Billboard Hot 100, dar și în Brazilia și Noua Zeelandă. „With You” a atins poziția cu numărul 2 în SUA, unde a staționat timp de șase săptămâni.
Pe data de 3 iunie 2008, discul a fost lansat într-o ediție specială, fiind redenumit Exclusive: The Forever Edition. De acesta a fost lansat discul single „Forever”, care a devenit un bun predecesor pentru „With You”, atingând prima poziție în Noua Zeelandă, unde a staționat timp de opt săptămâni, devenind cântecul cu cea mai îndelungată prezență în fruntea clasamentului din 2008. „Forever” a ajuns pe locul 1 și în Irlanda, devenind primul cântec al interpretului clasat pe prima poziție aici.

## Ordinea pieselor pe disc
Ediția standard
1. „Throwed”
2. „Kiss Kiss”
3. „Take You Down”
4. „With You”
5. „Picture Perfect”
6. „Hold Up”
7. „You”
8. „Damage”
9. „Wall to Wall”
10. „Help Me”
11. „I Wanna Be”
12. „Gimme Whatcha Got”
13. „I'll Call Ya”
14. „Lottery”
15. „Nice”
16. „Down”